# Agateanska Imperiet
Agateanska Imperiet är en fiktiv stat skapad av Terry Pratchett.

## Allmän information
Imperiet styrs av en kejsare. Kejsaren bor i den största staden, Hunghung, som också är huvudstad. Runt Imperiet ligger en stor mur, som i teorin är till för att hålla barbarer borta, men i praktiken håller invånarna inne. Människorna i Imperiet tror att det enda som finns utanför Muren är spöken och blodsugande vampyrer. Guld är inte alls värdefullt i Imperiet, och används endast till avloppsrör och att lägga på taken. Det Agateanska Imperiet har en välutvecklad bildskrift med runt sjutusen tecken. Alla meddelanden börjar med en kortare poetisk text. De inbördes stridigheterna präglar landet och de fem förnäma släktena Hong, Sung, Tang, McSweeney och Fang har slagits i århundraden. De blir utsatta för att vara spelpjäser i boken Spännande tider när Ödet och Frun spelar spelet Framtiden För Nationer På Fallrepet.
Det Agateanska Imperiet är beredda att se mellan fingrarna med en viss begränsad smuggling, för att få saker som de behöver från andra länder, som de inte ens erkänner att de existerar. Det Agateanska Imperiet tror att bland annat klockor drivs av onda andar. I Agateanska Imperiet måste man ha papper för allting, även för att vara galen eller att gå på toaletten.

## Geografi
Det Agateanska Imperiet ligger på Motviktskontinenten och är utbredd över närmare hela kontinenten. Runt Imperiet löper den redan nämnda Muren, som håller barbarerna ute (och folket inne).
Bes Pelargic är en fiktiv hamnstad i Agateanska Imperiet. Staden är den största hamnstaden i Imperiet och också den enda som nämns i någon av böckerna.